# Gabriela V. Šarochová
Gabriela V. Šarochová (ur. 2 września 1968 w Pradze) – czeska historyk.
Ukończyła gimnazjum w Mělníku. Ukończyła studia na Wydziale Filozoficznym Uniwersytetu Karola w Pradze specjalizując się w historii późnego średniowiecza. Pracowała w dziale holocaustu Muzeum Żydowskiego w Pradze. Od 2000 r. jest doktorantką Katedry Historii i Dydaktyki Historii Wydziału Pedagogicznego Uniwersytetu Karola. Jest mężatką. Ma troje dzieci.

## Publikacje
- Kristovská postava bratra Jana Palečka, šaška [w:] Marginalia Historica I., 1996.
- Kdy, kde, proč a jak se to stalo v českých dějinách. Sto událostí, které dramaticky změnily naši historii, Praha 2001. (wybrane rozdziały)
- Eliška Přemyslovna a Jan Lucemburský. Sňatek z rozumu, Praha 2002.
- Radostný úděl vdovský. Královny-vdovy přemyslovských Čech, Praha 2004.
- Záhady českých dějin. Co se skrývá pod povrchem historických událostí, Praha 2005. (niektóre rozdziały)
- České země v evropských dějinách 1. Do roku 1492.